# Emma Martínez
Emma Martínez (Buenos Aires, Argentina, ¿? - Ib., 6 de abril de 1949) fue una actriz de reparto argentina de cine y teatro.

## Carrera
Martínez fue una popular actriz de reparto que incursionó notablemente durante la época de esplendor del cine argentino, junto a destacadas figuras de la escena nacional como Elsa O'Connor, Tita Merello, Alberto Bello, Pepe Ratti, Inés Edmonson, Esther Vani, Anita Lang, Sebastián Chiola, Héctor Calcaño, Antonio Daglio, Elías Alippi, Pepe Arias, entre muchos otros.
Primera actriz de carácter, sacrificó todo en aras del teatro rioplatense. En 1926 formó parte de la "Compañía Argentina de Género Chico César Ratti" junto con actores de la talla de Chela Cordero, Margot Arellano, Celia Alonso, Chola Echegaray, Aurora Sánchez, Margarita Sosa, Rosa Santillán, Nora Valentini, Rufino Córdoba, Eloy Álvarez y José García.

## Vida privada y fallecimiento
Martínez estuvo casada por varios años con el gran cómico César Ratti, a quien acompañó tanto en cine como en teatro y con quien adoptó un hijo varón que llevó su mismo nombre.
Su última obra teatral fue Viuda ella... viudo él! Quién les pone el Cascabel?, estrenada en el Teatro Cómico el 3 de febrero de 1949. En abril de ese mismo año fallecería de una larga enfermedad.

## Filmografía
- 1937: La virgencita de madera
- 1938: El hombre que nació dos veces
- 1942: Amor último modelo[3]

## Teatro
- 1926: Maldito Cabaret (o Cachito Patotero).
- 1932: El tango es brujería.
- 1935: Cuando las papas queman, comedia asainetada en tres actos. Con la Compañía de los hermanos Ratti.
- 1939: La hermana Josefina, comedia en tres actos,
- 1941: La novia perdida, junto con Delia Codebó, Yaya Palau, Amanda Santalla, Natalia Fontán y César R.
- 1944: Lo mejor del pueblo en el Teatro Apolo, junto con Eloísa Cañizares, Pedro Maratea, Claudio Martínez Payva, César Mariño, Osvaldo Moreno, César Ratti, Domingo Sapelli, Lita Senén y Froilán Varela.[4]
- 1945: Maridos 1945, junto al actor Paquito Busto.[5]
- 1947: La fortuna del hotel Martínez, junto a Mario Fortuna, en el Teatro Astral.[6]
- 1947: Se necesita un hombre con cara de infeliz, junto a una Compañía formada con Mario Fortuna, estrenado en el Teatro Cómico.
- 1949: Viuda ella... viudo él! Quién les pone el Cascabel?, estrenada en el Teatro Cómico, junto a Mario Fortuna, Agustín Castro Miranda, Mary Arriaran, Patricio Azcárate, Ricardo Ruffa y Claudio Martino.